# Хангіран — Нека — Решт
Хангіран — Нека — Решт — газопровід, який транспортує ресурс через кілька провінцій на півночі Ірану.
У 1983-му на північному сході Ірану став до ладу потужний газопереробний завод Хангіран, для видачі продукції якого спорудили трубопровід через кілька північних провінцій. На своєму шляху він перетинає Туркмено-Хорасанскі гори (східна частина Ельбурсу), після чого прямує північніше від Центрального Ельбурсу до Неки. В останній за кілька років до того ввели в експлуатацію ТЕС Нека, котра мала стати головним споживачем блакитного палива з Хангірану. Переведення цієї електростанції на природний газ дозволяло скасувати план будівництва поряд нафтопереробного заводу та також вивільняло ресурс нафти для експорту.
Довжина трубопроводу до Неки становила 795 км, при цьому на першій ділянці до міста Мешхед він був виконаний в діаметрі 900 мм, після чого цей показник зменшувався до 750 мм. На той час природний газ вже надходив до Мешхеду по спорудженому в попередньому десятилітті трубопроводу, проте подача додаткового ресурсу дозволила вже у 1980-х роках запустити тут дві нові електростанції — ТЕС Шаріаті та ТЕС Фердоусі (в кінці 2000-х до них додалась і ТЕС Тус).
Від газопроводу спорудили кілька бічних відгалужень. Зокрема, в 1988-му стала до ладу діялнка довжиною 70 км та діаметром 400 мм від Аліабаду до Шахруду, котра прямує у південному напрямку та перетинає Ельбурс.
В 1993-му стала до ладу ділянка газопроводу уздовж південного берегу Каспійського моря, між Некою та Рештом. Через останній проходив трубопровід IGAT I, споруджений раніше для транспортування ресурсу з півдня Ірану на експорт до СРСР (втім, в кінці 1980-х зазначений експорт припинився, після чого головним завданням IGAT I стало забезпечення внутрішніх потреб країни). Довжина ділянки трубопроводу між Некою та Рештом становить 380 км при діаметрі 750 мм.
У 1997-му до Неки вивели газопровід від Корпедже, по якому подавали імпортований до Ірану газ туркменського походження.
З 2009-го ще одним великим споживачем протранспортованого по газопроводу ресурсу стала розташована у Аліабаді ТЕС Голестан.
В середині 2010-х між Туркменістаном та Іраном виникла суперечка з приводу ціни на природний газ, що призвело до припинення туркменських поставок. Як наслідок, в 2017-му до Неки вивели трубопровід від Дамгану, котрий забезпечив подачу ресурсу з півдня країни з наступним розподілом по системі Хангіран — Нека — Решт.